# نبرد عکا (۱۸۴۰)
نبرد عکا که در روز ۳ نوامبر سال ۱۸۴۰ به وقوع پیوست درگیری بین ائتلافی از کشورهای اروپایی حامی امپراتوری عثمانی و نیروهای محمدعلی پاشا، حاکم مصر بود.
سال ۱۸۳۹ نیروهای محمدعلی پاشا، خدیو خودخوانده مصر ارتش عثمانی را در نیزیپ در شمال سوریه منهدم کردند و ناوگان سلطان را در اسکندریه به غنیمت گرفتند. عبدالمجید یکم، سلطان شانزده ساله عثمانی از قدرت کافی برای بیرون راندن مصری‌ها از سوریه برخوردار نبود. در این حال قدرت رو به رشد محمدعلی پاشا موجب نگرانی دولت‌های اروپایی بود. امپراتوری بریتانیا، امپراتوری اتریش، پادشاهی پروس و امپراتوری روسیه اقدام به مداخله نمودند. ناوگان دریایی این ائتلاف به فرماندهی دریابان رابرت استاپ‌فورد عکا را هدف گلوله‌باران خود کرد و با پیاده‌سازی نیرو به این شهر حمله برد. در پی این حوادث نیروهای مصری تحت امر ابراهیم پاشا، پسر محمدعلی پاشا عکا و متعاقبا کل سوریه را تخلیه کردند. سال بعد محمدعلی پاشا پذیرفت ناوگان عثمانی را بازگرداند و دست از ادعا بر سوریه بکشد؛ در عوض حاکمیت موروثی او بر مصر به رسمت شناخته شد.